# Green Beret
Green Beret (яп. グリーン ベレー, Gurīn Berē) — відеогра в жанрі платформний екшен, створена Konami для гральних автоматів 1985 року і пізніше портована на більшість домашніх консолей.
Гра створена на спаді холодної війни, проте видавалася на території Північної Америки під назвою, що використовує тему протистояння США і СРСР — Rush'n Attack (гра слів, читається так само як «Russian Attack», тобто «російська атака»).

## Сюжет
Головний герой (або в режимі двох гравців герої) — військовослужбовець Сил спеціального призначення Армії США, закинутий на радянську (імовірно) військову базу. Мета гри — звільнення гурту військовополонених, засуджених до розстрілу (у версії для NES — знищення «таємної зброї»).
Обидві версії (для аркадних автоматів і NES) закінчуються сценою, в якій герой стріляє з гранатомета по балістичній ракеті, викликаючи її спрацьовування, і тікає з території військового комплексу на тлі зростаючого в повітрі ядерного гриба.

## Геймплей
Гра являє собою екшн з боковим скролінгом, рух відбувається у правому напрямку. Бойові дії відбуваються на тлі військової техніки радянського виробництва. Гравець спочатку озброєний ножем, просуваючись на території бази і вбиваючи ворожих вояків, він може отримати (на обмежений час) пістолет, базуку, ручні гранати. Як прихований приз можна роздобути вогнемет (доступний тільки у версії для гральних автоматів). Версія для NES містила два унікальних предмети, відомих як «Invincibility Star» (надає невразливість для ворогів і ворожої зброї, включаючи міни) і «Lucky Pistol» (володіє нескінченним боєкомплектом, але обмежений за часом використання).
У грі всього 4 рівня: Marshalling Area, Harbour, Air Base і Siberian Camp (у версії для NES їх 6: Iron bridge, Missile base, Airport, Harbor, Forest + Airshed, Warehouse + Enemy base). В кінці кожного рівня гравець стикається з босом (для 1-го рівня це група спецназівців, для 2-го — три гірокоптери, для 3-го — зграя вартових псів, для 4-го — вогнеметників).